# DDR-Meisterschaften im Feldfaustball 1950
Die DDR-Meisterschaften im Feldfaustball 1950 waren nach den Faustballmeisterschaften der Sowjetischen Besatzungszone im Vorjahr die erste Austragung der DDR-Meisterschaften der Männer und Frauen im Feldfaustball der DDR im Jahre 1950. Die Finalkämpfe der besten Mannschaften fanden am 29./30. Juli 1950 in Jena statt.
Sieger bei den Männern wurde Einheit Erfurt, während sich bei den Frauen RFT Gera den Titel holte.
Als Berliner Teilnehmer an den Titelkämpfen hatte sich die SG „Freikörperkultur“ qualifiziert.

## Frauen
Endstand
| Platz | Mannschaft              |
| ----- | ----------------------- |
| 1.    | RFT Gera                |
| 2.    | Industrie Mitte Leipzig |
| 3.    | Union Halle             |

## Männer
Endstand
| Platz | Mannschaft              |
| ----- | ----------------------- |
| 1.    | KWU/Einheit Erfurt      |
| 2.    | „Erich Zeigner“ Leipzig |
| 3.    | KW Halle                |